# 維默斯貝格山
47°48′14″N 13°44′34″E / 47.80383°N 13.74286°E
維默斯貝格山（德語：Wimmersberg），是奧地利的山峰，位於該國北部，由上奧地利州負責管轄，屬於赫倫格山的一部分，海拔高度1,131米，每年平均降雨量1,801毫米。